# Teucholabis (Teucholabis) munda
Teucholabis (Teucholabis) munda is een tweevleugelige uit de familie steltmuggen (Limoniidae). De soort komt voor in het Neotropisch gebied.